# 물구나무서기

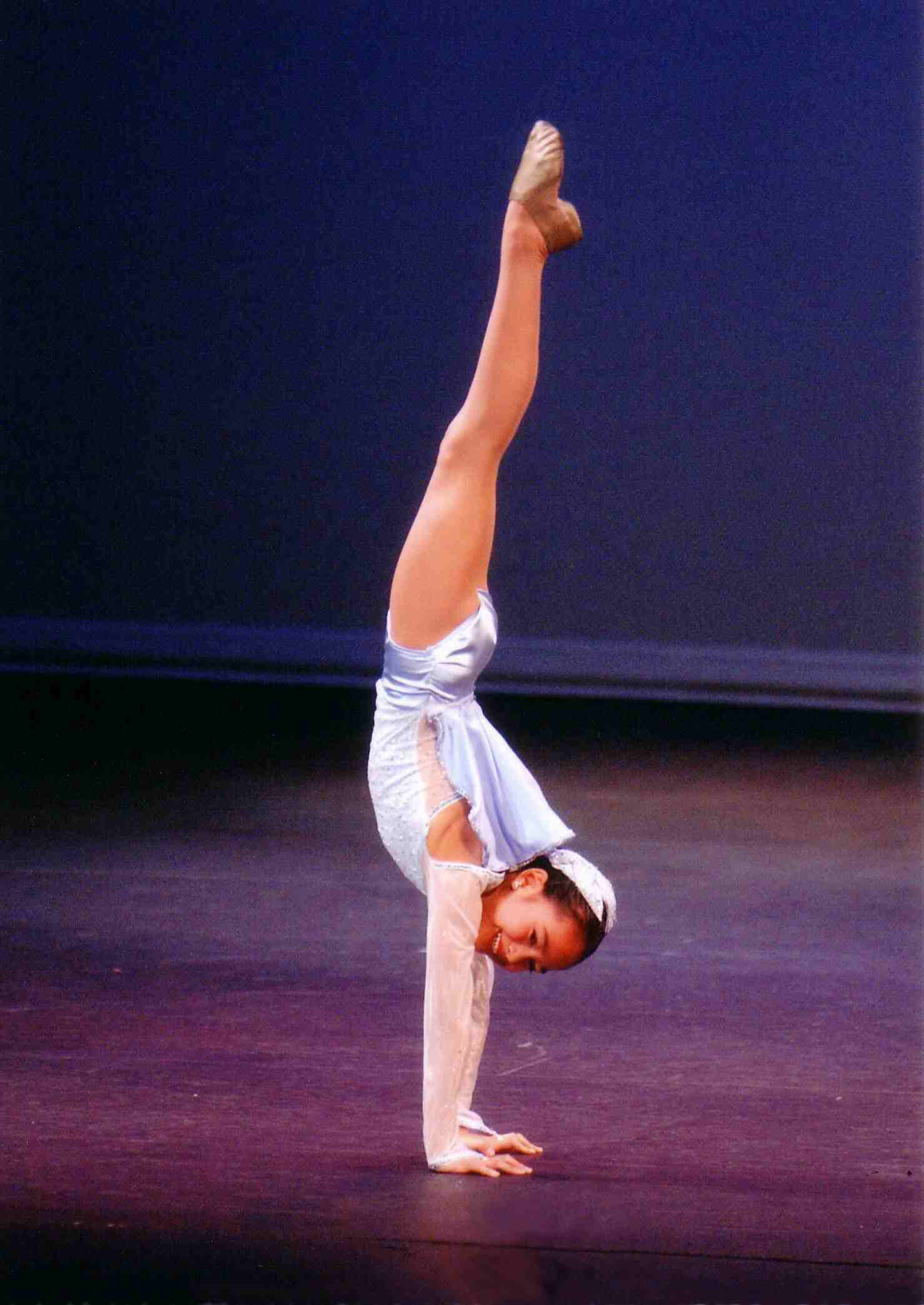
아크로 댄스 무용수가 무대를 가로질러 손으로 걷기 전에 정밀한 물구나무서기 자세를 취하고 있다.

물구나무서기(문화어: 거꾸로서기)는 손으로 균형을 잡아 안정적이고 거꾸로 선 수직 자세로 몸을 지탱하는 행위이다. 기본적인 물구나무서기에서 몸은 팔과 다리를 완전히 뻗고 곧게 유지되며, 손은 대략 어깨 너비로 벌리고 다리는 모은다. 물구나무서기에는 여러 가지 변형이 있으며, 이 모든 것은 수행자가 적절한 균형과 상체 근력을 갖추어야 한다.

## 운동학
물구나무서기는 손목 굴근과 앞어깨세모근, 큰가슴근, 넓은등근, 위팔두갈래근, 승모근 하강부를 사용한다. 이는 근육 및 관절 요구 사항 측면에서 모두 까다로운 것으로 간주된다.
2017년 연구에 따르면 대부분의 물구나무 균형 잡기 선수들은 물구나무서기에서 균형을 유지하기 위해 손목 움직임을 사용한다.
또 다른 연구에서는 전문가 체조 선수였던 물구나무 균형 잡기 선수들이 중급 체조 수준의 선수들보다 더 나은 협응력을 가지고 있음을 발견했다. 더 숙련된 수행자들은 물구나무서기 자세를 수정할 때 질량 중심을 변경하기 위해 압력 중심을 덜 변경했다.
특히 높은 수준의 근력을 요하는 물구나무서기 동작에는 프레스 물구나무서기와 물구나무서서 팔굽혀펴기가 있다.

## 물구나무서기를 사용하는 활동 유형

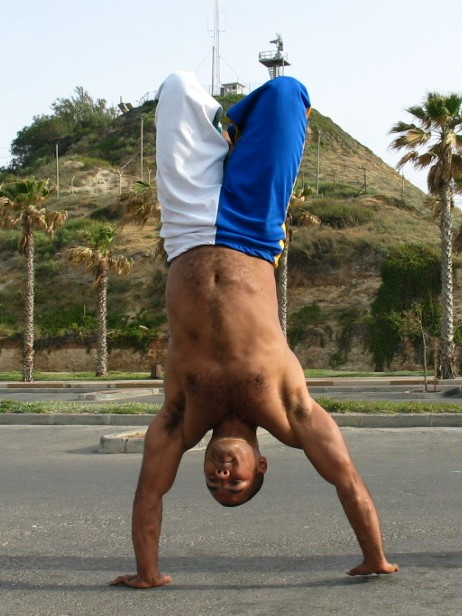
다리를 구부린 카포에이라 물구나무서기

물구나무서기는 아크로 댄스, 치어리딩, 서커스, 요가, 카포에이라, 맨몸 운동, 수영 (스포츠) 및 체조를 포함한 많은 운동 활동에서 수행된다. 물구나무서기의 일부 변형은 모든 체조 기구에서 수행되며, 많은 텀블링 기술은 실행 중에 물구나무서기 자세를 통과한다. 브레이크댄스 선수들은 프리즈 및 킥에서 물구나무서기를 통합한다.
물구나무서기는 다양한 다른 이름으로 알려져 있다. 현대 요가 운동에서 물구나무서기는 아도 무카 브륵샤사나라고 불린다.
카포에이라에서는 바나네이라라고 불린다.

### 요가

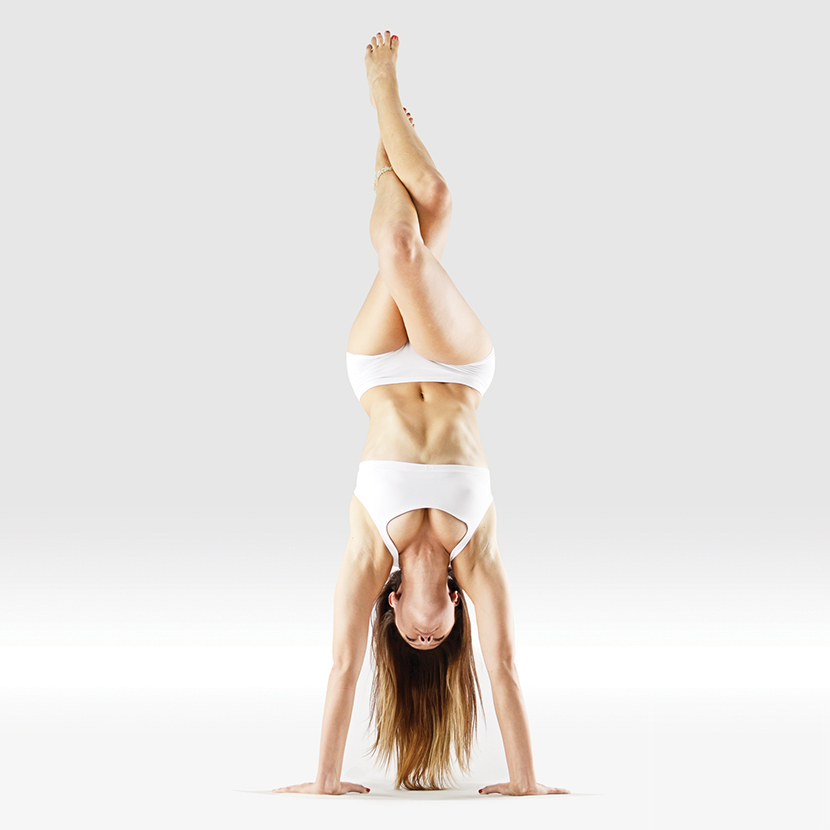
가루다사나 (독수리 자세) 다리를 한 아도 무카 브륵샤사나 자세

현대 요가 운동에서 물구나무서기는 역자세 중 하나이다. 이는 아도 무카 브륵샤사나, 즉 아래를 향한 나무 자세로 알려져 있다. 18세기와 19세기의 전통 하타 요가에서 물구나무서기는 "두 번째 가르담"이라고 불리는 Vyayāmadipike와 코를 땅에 대는 연속 동작에 물구나무서기를 사용하는 쉬리타트바니디에서 사용된다. 하타브햐사파다티는 이를 매 자세를 의미하는 시에나사나라고 부른다.

### 수영
수영 선수들은 종종 수중 물구나무서기를 묘기로 수행하는데, 머리, 팔, 몸은 물속에 있고 다리와 발은 수면 위로 뻗어 있으며, 종종 게임이나 대회를 통해 가장 오랫동안 수중 물구나무서기를 유지하는 사람이 승자가 된다.
암스탠드 다이빙(경쟁 플랫폼 다이빙에서 발견되는 범주)은 물구나무서기로 시작하는 다이빙이다.

### 체조
현대 체조에는 두 가지 기본적인 물구나무서기 스타일이 있다: 등 굽은 스타일과 등 곧은 스타일. 등 곧은 스타일은 곧은 몸 선의 미학이 바람직하고 실현 가능한 경우에 사용된다. 그러나 많은 경우(예: 체조 기구와 함께 물구나무서기가 수행되는 경우) 등 굽은 스타일이 선호되는데, 이는 다리와 몸통의 균형을 더 잘 제어할 수 있기 때문이다. 모든 경우에 균형은 손가락이나 손바닥의 뒤꿈치 쪽으로 체중을 이동하여 유지된다.
모든 기본적인 체조 물구나무서기는 다음 특징을 갖는다:
- 팔을 곧게 펴고 손을 어깨 너비 정도로 벌려 땅에 놓는다.
- 다리를 곧게 펴고 모은다.
- 발끝을 뻗어 다리 선을 이어간다.

또한 등 곧은 물구나무서기는 다음 특징을 갖는다:
- 똑바로 서 있을 때처럼 머리를 숙인다(얼굴을 앞으로 향하게).
- 척추를 곧게 펴고 엉덩이를 앞으로 밀어낸다. 평평하게 누워서 수행하면 허리가 바닥에 닿게 된다.

## 같이 보기
- 물구나무서서 걷기
- 머리 서기
- 아사나 목록

## 더 읽어보기
- Gautier, G.; Thouvarecq, R.; Chollet, D. (2007). 《Visual and postural control of an arbitrary posture: The handstand》. 《Journal of Sports Sciences》 25. 1271–1278쪽. doi:10.1080/02640410601049144. PMID 17654239. S2CID 37015380.